# Selección de bádminton de Escocia
La selección de bádminton de Escocia representa a Escocia en las competiciones internacionales por equipos de bádminton.

## Participación en copas de la BWF
| Año  | Resultado            |
| ---- | -------------------- |
| 1970 | Intra-zona           |
| 1973 | Intra-zona           |
| 1976 | Intra-zona           |
| 1979 | Intra-zona           |
| 1982 | Intra-zona           |
| 1984 | Ronda clasificatoria |
| 1988 | Ronda clasificatoria |

| Año  | Resultado   |
| ---- | ----------- |
| 1969 | Intra-zona  |
| 1972 | Intra-zona  |
| 1975 | Intra-zona  |
| 2020 | Clasificado |

| Año  | Resultado |
| ---- | --------- |
| 1989 | 15°       |
| 1991 | 13°       |
| 1993 | 13°       |
| 1995 | 14°       |
| 1997 | 15°       |
| 1999 | 12°       |
| 2001 | 14°       |
| 2003 | 14°       |
| 2005 | 21°       |
| 2007 | 19°       |
| 2009 | 21°       |
| 2013 | 10°       |
| 2017 | 17°       |

## Participación en campeonatos europeos de bádminton por equipos
| Año  | Resultado      |
| ---- | -------------- |
| 2006 | Fase de grupos |
| 2008 | Fase de grupos |
| 2010 | Fase de grupos |
| 2014 | Fase de grupos |
| 2016 | Fase de grupos |

| Año  | Resultado        |
| ---- | ---------------- |
| 2006 | Cuartos de final |
| 2008 | 4°               |
| 2010 | Cuartos de final |
| 2014 | Fase de grupos   |
| 2020 | Semifinalista    |

| Año  | Resultado        |
| ---- | ---------------- |
| 2008 | Fase de grupos   |
| 2009 | Fase de grupos   |
| 2011 | Fase de grupos   |
| 2013 | Fase de grupos   |
| 2015 | Cuartos de final |
| 2021 | Fase de grupos   |